# Марк Сергий Эсквилин
Марк Сергий Эсквилин (лат. Marcus Sergius Esquilinus; V век до н. э.) — римский политический деятель из патрицианского рода Сергиев, член второй коллегии децемвиров (450—449 годы до н. э.).
Включение Марка Сергия, как и ряда других лиц, в децемвирскую коллегию источники приписывают козням Аппия Клавдия, стремившегося к единоличной власти и поэтому организовавшего победу на выборах удобных для него кандидатов.
Когда на земли Рима напали эквы, Марку Сергию наряду с ещё четырьмя децемвирами поручили войну с ними. Но войско, недовольное политическим строем, воевать не хотело, было полностью разгромлено на Альгиде и бежало в Тускул.
После примирения патрициев и плебеев Марк Сергий, как и все его коллеги по должности, стал частным лицом и отправился в изгнание; его имущество было конфисковано.